# Toronto Rock

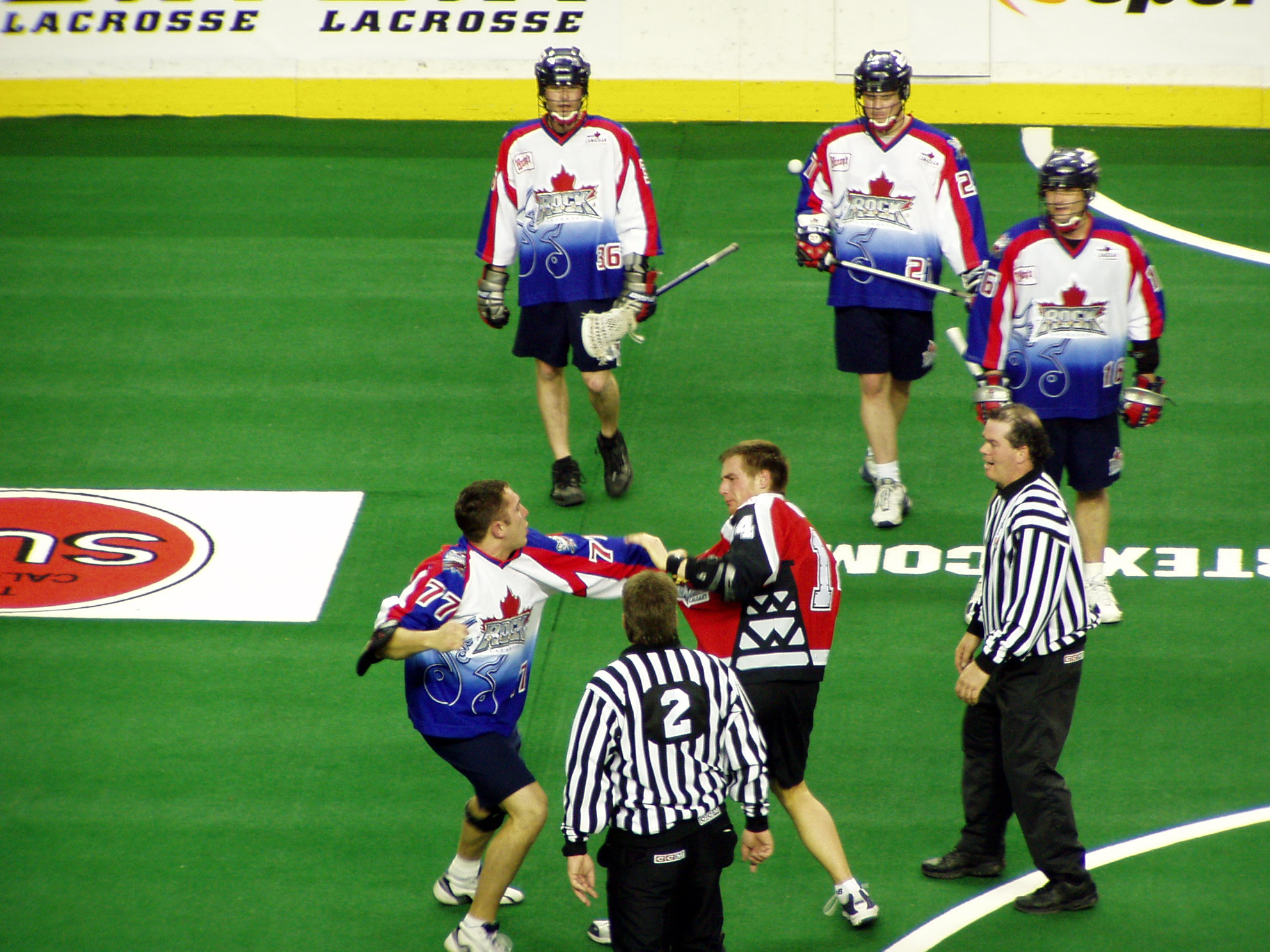
Zawodnik Toronto Rock (z lewej) walczy z zawodnikiem Calgary Roughnecks (z prawej)

Toronto Rock – zawodowa drużyna lacrosse grająca w National Lacrosse League w dywizji wschodniej. Zespół Toronto Rock grał 6 razy w finale Champion’s Cup z czego wygrała 5. Jest to jeden z najbardziej utytułowanych zespołów w National Lacrosse League.

## Informacje
- Data założenia: 1999
- Trener: Glenn Clark
- Manager: Terry Sanderson
- Arena: Scotiabank Arena
- Barwy: czerwono-biało-niebieskie

## Osiągnięcia
- Champion’s Cup: 1999, 2000, 2002, 2003, 2005
- Mistrzostwo dywizji: 1999, 2000, 2001, 2002, 2003, 2005

## Skład
- Bramkarze:
  - 29  Bob Watson
  - 90  Phil Wetherup
- Obrońcy:
  - 6   Dan Ladouceur
  - 9   Patrick Merrill
  - 14   Rob Marshall
  - 18   Phil Sanderson
  - 27   Derek Suddons
  - 28   Brad MacDonald
  - 32   Jim Veltman
  - 37   Scott Campbell
  - 40   Ian Rubel
  - 77   Tim O’Brien
  - 93   Chris Driscoll
- Napastnicy:
  - 7   Colin Doyle
  - 10   Aaron Wilson
  - 16   Blaine Manning
  - 19   Josh Sanderson
  - 20   Rusty Kruger
  - 24   Matt Shearer
  - 25   J.J. Dickie